# Heteradaeum exiguum
Genre
Espèce
Heteradaeum exiguum, unique représentant du genre Heteradaeum, est une espèce d'opilions laniatores de la famille des Triaenonychidae.

## Distribution
Cette espèce est endémique du Limpopo en Afrique du Sud. Elle se rencontre vers Louis Trichardt.

## Description
Le mâle holotype mesure 3,6 mm.

## Publication originale
- Lawrence, 1963 : « The Opiliones of the Transvaal. » Annals of the Transvaal Museum, vol. 24, no 4, p. 275–304 (texte intégral).